# Dieter Kalenbach
Dieter Kalenbach (* 29. August 1937 in Düsseldorf; † 1. November 2021) war ein deutscher Comiczeichner.
Nach dem Studium in Hamburg an der Hamburger Hochschule für Gestaltung arbeitete Kalenbach als freier Grafiker sowie Bühnenbildner und machte zahlreiche Reisen, die ihn meist nach Skandinavien führten und dort speziell nach Lappland.
Sein wichtigstes, durch diese Reisen inspiriertes Werk ist der in mehrere Sprachen übersetzte Comic Turi und Tolk, der erstmals 1973 im Magazin ZACK veröffentlicht wurde. Er handelt von dem lappischen Jungen Turi und dessen zahmem Adler Tolk.
Für Aufsehen sorgte die 1989 zum hundertsten Geburtstag von Adolf Hitler herausgegebene, zweibändige Biographie in Comicform. Der Text stammt von Friedemann Bedürftig mit Zeichnungen von Kalenbach. Während der kritische Comic von der Bundeszentrale für politische Bildung und der Stiftung Lesen gefördert wurde, wurde er unter anderem von Jan Philipp Reemtsma schlecht rezensiert, da er den Comic insbesondere als Mittel der historischen Darstellung des Nationalsozialismus ablehnt.
Kalenbach lebte bis zu seinem Tod in Brobergen bei Hamburg.

## Bibliographie
- Turi & Tolk
  - Zack-Magazin, Koralle-Verlag (1973–81)
  - Band 1 – Die Fallensteller, Verlag Jurgeit, Krismann & Nobst (2006)
  - Band 2 – Das weiße Ren, Verlag Jurgeit, Krismann & Nobst (2007)
  - Album 1 – Die Rentierräuber, Verlag Jurgeit, Krismann & Nobst (2005)
  - Album 2 – Der große Marsch, Edition comics-etc., Verlag becker-illustrators (2009), ISBN 9783941694064
  - Album 3 – Wettlauf mit dem Tode, Edition comics-etc., Verlag becker-illustrators (2013), ISBN 9783941694101
- Hitler
  - Band 1 – Die Machtergreifung, Carlsen Verlag (1989), ISBN 3-551-02826-5
  - Band 2 – Der Völkermörder, Carlsen Verlag (1989), ISBN 3-551-02830-3